# Rudolf von Ribbentrop
Rudolf von Ribbentrop (11. května 1921 Wiesbaden – 20. května 2019 Ratingen) byl nejstarším synem Joachima von Ribbentropa, ministra zahraničních věcí nacistického Německa.

## Život
Členové Ribbentropovy rodiny sloužili v německé armádě (např. jeho praděd bojoval v německo-dánské válce v roce 1864 jako gardový kapitán a bylo mu udělené vyznamenání Pour le Mérite; jeho otec obdržel rovněž vyznamenání jako generál v první světové válce). Rudolf von Ribbentrop absolvoval své školní vzdělání na berlínském gymnáziu, následně studoval na londýnské internátní škole a nakonec odešel do ústavu Napola v Ilfelde, kde maturoval.
Na začátku druhé světové války se dobrovolně přihlásil k SS-Verfügungstruppe. Jeho vojenská kariéra začala u 11. roty Pěšího pluku „Deutschland“, které v té době velel Standartenführer Felix Steiner. S touto rotou se také zúčastnil francouzského tažení a osvědčil se při diverzních nasazeních na frontě do takové míry, že mu byl dne 13. srpna 1940 udělen Železný kříž 2. třídy a současně byl povýšen do hodnosti Sturmmann. Hned potom následovalo jeho převelení do Junkerschule v Braunschweigu, kde byl po absolvování kurzu znovu povýšen do hodnosti nadpraporčíka. Dne 20. dubna 1941, tedy ještě před svými 20. narozeninami, byl povýšen do hodnosti Untersturmführera.
Počátkem ruského tažení sloužil jako velitel čety v průzkumné jednotce SS-Kampfgruppe „Nord“ ve Finsku, při akcích byl poprvé zraněn. V únoru 1942 došlo ke vzniku nové Panzerabteilung „Leibstandarte Adolf Hitler“. Jako velitel její 7. roty byl podruhé zraněn a nato vyznamenán Železným křížem 1. stupně.
Bojoval v bitvě o Charkov a v operaci „Zitadelle“, byl mu udělen Rytířský kříž (15. července 1943). Následně změnil, nyní už v hodnosti Obersturmführera, místo svého působení z východu na západní frontu, kde byl vyměněn za velitele tankového pluku SS-Division „Hitlerjugend“ a současně byl vyznamenán Německým křížem ve zlatě.
Válku ukončil v hodnosti Hauptsturmführera v roku 1945 v Maďarsku. Po skončení války pracoval jako obchodník ve Frankfurtu nad Mohanem a Wiesbadenu. V roce 1960 se oženil s Ilse Marií von Münchhausen (1914–2010). 
Zemřel v Ratingenu v květnu 2019. Je pohřben po boku své matky a manželky na hřbitově Biebrich ve Wiesbadenu.

## Vyznamenání
- Železný kříž, II. třída (19.06.1940)
- Řád kříže svobody, IV. stupeň (01.10.1941)
- Železný kříž, I. třída (18.03.1943)
- Útočný odznak pěchoty, v bronzu
- Rytířský kříž Železného kříže (15. 07. 1943)
- Odznak za zranění, černé (18. 04. 1940)
- Odznak za zranění, ve stříbře (01 05. 1943)
- Odznak za zranění, ve zlatě (prosinec 1944)
- Německý kříž , ve zlatě (25. 08. 1944)
- SS-Ehrenring
- Čestná šavle Reichsführera SS

Údaje použity z: ruská Wikipedie-Риббентроп, Рудольф фон/Награды a švédská Wikipedie-Rudolf von Ribbentrop/Utmärkelser 